# Povratna osmoza
Povratna osmoza, obrnuta osmoza ili reverzna osmoza je metoda koja služi za dobivanje pitke vode iz slane vode. Postupak koristi polupropusnu membranu kroz koju prolazi čista voda a zaostaju soli. Tlak slane vode mora biti oko 25 bar, što ovu metodu čini skupom za proizvodnju većih količina svježe vode. Kloridi, amonijak i ugljikov dioksid su male molekule pa prolaze polupropusnu membranu, te ih treba naknadno ukloniti aktivnim ugljenom. Neke bakterije i virusi takoder prolaze polupropusnu membranu, pa i njih treba dezinficirati (kloriranje, ozon, UV svjetiljka, sunčeva dezinfekcija).
Povratna osmoza ili reverzna osmoza je skoro savršen proces filtriranja vode. Ovaj proces omogućuje odstranjivanje najsitnijih čestica iz vode. Povratna osmoza se koristi za pročišćavanje vode i odstranjivanje neorganskih minerala, soli i ostalih nečistoća u cilju poboljšanja izgleda, ukusa i ostalih svojstava vode. Tako se dobiva kvaliteta voda za piće koja zadovoljava sve standarde voda za piće. Nakon poznatih načina pročišćavanje vode industrijskom filtracijom (gradski vodovod i tvornice), prokuhavanjem i kloriranjem, došlo se do tehnički skoro savršenog načina filtriranja vode, koji gotovo od svake zagađene vode može načiniti zdravu pitku vodu. Osmotske membrane koje se koriste u ovom postupku imaju toliko sitne otvore da kroz njih mogu proći gotovo samo molekule čiste vode, a sve nečistoće ostaju na membrani i izbacuju se preko odvoda kao tehnička otpadna voda. Ovakvim načinom filtracije vode dobiva se voda za piće visoke kvalitete, koja se može koristiti i u medicinske svrhe (voda za bebe).
Osmoza je prirodan postupak koji je izvediv i u obrnutom pravcu. Na solnu otopinu djelujemo s tlakom viših od osmoznog, te iz otopine soli kroz membranu prolazi čista voda. Otopljene soli i primjese kao koloidi, bakterije,virusi i sl. ostaju u otopini, a na drugoj strani membrane dobijemo čistu vodu. Povratna osmoza je postupak odvajanja otopljenih tvari od otapala (vode). Sam postupak dobivanja vode,kojoj oduzmemo do 99% nepoželjnih nečistoća, dobijemo na način da vodu pod višim tlakom usmjerimo na membranu, gdje se odvaja čista voda od kontaminata.

## Osmoza i povratna osmoza
Difuzija je kretanje molekula iz područja veće koncentracije u područje niže koncentracije. Osmoza je poseban slučaj difuzije u kojoj molekule vode i koncentracija čestica nastaju preko polupropusne membrane. Polupropusna membrana omogućava prolaz vode, ali ne i iona (npr. Na+, Ca2+, Cl-) ili veće molekule (npr. glukoza, urea, bakterije). Difuzije i osmoze su termodinamički povoljne, i to će se nastaviti dok se ne postigne ravnoteža. Osmoza može biti usporena, zaustavljena, pa čak i obrnuta ako se primjenjuje dovoljan tlak na membranu s "koncentrirane" strane membrane. 
Povratna osmoza nastaje kada se voda premješta kroz polupropusnu membranu protiv koncentriranih čestica, od niže do više koncentracije. Vodeni tlak se koristi da tjera molekule vode kroz membranu koja ima jako sitne pore ostavljajući veće kontaminante iza sebe. Pročišćena voda je sakupljena s čiste strane membrane, a voda koja sadrži koncentraciju kontaminanata ispušta se u odvod s kontaminirane strane. Prosječan sustav reverzne osmoze sadrži filter za talog (klor), membranu povratne osmoze, spremnik za vodu i filter aktivnog ugljena. 
Povratna osmoza se često koristi u tržišne (komercijalne) i stambene svrhe filtriranja vode. To je također jedna od metoda koja se koristi za desalinizaciju (odstranjenje soli iz morske vode). Ponekad se povratna osmoza koristi za pročišćavanje tekućina u kojima je voda nepoželjna nečistoća (npr. etanola).  Sustavi povratne osmoze su odlični za gotovo sve potrebe za filtriranje vode. Uglavnom su najbolji izbor za vodu zagađenu (kontaminiranu) s visokim nivoom nitrita, kakvu možemo naći u poljoprivrednim područjima. Arsen, bakterije i viruse, loš okus i miris, klor, fluor, teške metale, nitrite, naslage, talog, mulj i željezo - sve ovo učinkovito uklanja sustav povratne osmoze, dok vodikov sulfat, benzen i trihalometane značajno smanjuje, a jedino radon minimalno ili nikako ne uklanja. Iako je povratna osmoza učinkovita u uklanjanju bakterija i virusa, u područjima gdje je voda zagađena isključivo virusima i bakterijama, preporuča se UV (ultraljubičasta) sterilizacija (UV sterilizator ili UV svjetiljka).

### Postupak povratne osmoze
Povratna osmoza nastaje kada se voda premješta kroz polupropusnu membranu protiv koncentriranih čestica, od niže do više koncentracije, svladavajući osmotski tlak. Najvažnija primjena povratne osmoze je izdvajanje slatke vode iz morske vode ili bočate vode. Na morsku vodu ili bočastu vodu se primjenjuje tlak, a kroz polupropusnu membranu prolazi slatka voda. Polupropusna membrana za povratnu osmozu se izrađuje uglavnom od gustih slojeva polimernih materijala. U većini slučajeva polupropusna membrana dozvoljava prolaz samo slatke vode. Da bi se to omogućilo na bočatu vodu ili zagađenu slatku vodu se primjenjuje tlak od 2 do 17 bar, dok se za morsku vodu primjenjuje od 40 do 82 bar (osmotski tlak je oko 27 bar i on se mora svladati). Danas se povratna osmoza primjenjuje sve više u medicini, industriji, pa i u kućanstvima.

## Povijest
Postupak osmoze kroz polupropusnu membranu prvi je zapazio Jean-Antoine Nollet 1748. Sljedećih 200 godina osmoza je bila pojava koja se promatrala samo u labaratoriju. 1949. počela su istraživanja na Kalifornijskom sveučilištu u Los Angelesu (UCLA) u vezi dobivanja slatke vode iz morske vode korištenjem polupropusne membrane. Istraživači s Kalifornijskog sveučilišta su uspjeli dobiti pitku vodu iz morske vode, ali količina je bila toliko malena da se nije uspjelo primijeniti na tržištu. Tek sredinom 1950-tih dobiveni su bolji rezultati korištenjem nesimetrične membrane (Loeb i Sourirajan). Do 2001. u radu je oko 15 200 postrojenja u svijetu koji dobivaju slatku vodu iz morske vode (desalinizacija).

## Primjena

### Pročišćavanje pitke vode
Povratna osmoza se često koristi u tržišne (komercijalne) i stambene svrhe filtriranja vode. Takvi sustavi za povratnu osmozu uglavnom imaju:
- filter za taloženje čestica kao što su korozivne čestice i kalcijev karbonat,
- ponekad i drugi filter za još sitnije čestice,
- filter s aktivnim ugljenom za hvatanje organskih tvari i klora, koji mogu oštetiti polupropusnu membranu od TFC ili TFM materijala (engl. Thin Film Composite Membrane),
- filter (polupropusna membrana) obično od TFC ili TFM materijala,
- obično se dodaje i naknadni filter s aktivnim ugljenom za uklanjanje kemikalija koje su zaostale nakon prolaza kroz polupropusnu membranu,
- obično se dodaje i UV (ultraljubičasta) svjetiljka za sterilizaciju mikroba koji su prošli kroz polupropusnu membranu.

Ponekad se izostavlja filter s aktivnim ugljenom (prije polupropusne membrane) ako je membrana od celuloznog triacetate CTA (engl. Cellulose Triacetate). Celulozni triacetat će istrunuti ako nije zaštićen s kloriranom vodom (s druge strane TFC ili TFM materijali su osjetljivi na klor). Nakon membrane od celuloznog triacetata CTA potrebno je postaviti naknadni filter s aktivnim ugljenom za uklanjanje kemikalija koje su zaostale nakon prolaza kroz polupropusnu membranu (uključujući klor). 
U Europskoj uniji nije dozvoljeno korištenje pitke vode nakon obrade vode povratnom osmozom, ako naknadno ta ista voda nije sterilizirana (kloriranje, UV svjetiljka ili ozon), jer mala količina bakterija može proći kroz nepravilnosti u polupropusnoj membrani ili kroz lošu brtvu. Sustavi s povratnom osmozom postaju sve popularniji za morske akvarije, pogotovo za uzgoj koralja. 
Šupljine kod polupropusne membrane za povratnu osmozu mogu biti od 0,1 nm do 5 000 nm, ovisno o vrsti filtra. Mikrofiltracija uklanja čestice veće od 50 nm, ultrafiltracija uklanja čestice veće od 3 nm, nanofiltracija uklanja čestice veće od 1 nm i hiperfiltracija uklanja čestice veće od 0,1 nm. 

### Povratna osmoza za prehrambenu industriju
U zadnje vrijeme povratna osmoza se sve češće koristi za bistrenje voćnih sokova umjesto toplinske obrade zbog niže cijene postupka. U mliječnoj industriji povratna osmoza se sve češće koristi za proizvodnju sirutke i mlijeka u prahu. 

## Nedostaci povratne osmoze
Kućanski aparati za povratnu osmozu koriste velike količine ulazne vode jer je tlak u vodovodnim cijevima nizak (od 6 do 8 bar). Zbog toga je stupanj iskoristljivosti samo 5 do 15%. Ostatak vode, koji nije filtriran, treba tretirati kao otpadnu vodu (zbog veće koncentracije zagađivača). Tako na primjer tipični kućanski aparat za povratnu osmozu koji daje oko 20 litara pitke vode na dan, stvara od 80 do 180 litara otpadne vode na dan. Zbog toga samo velika postrojenja imaju stupanj iskoristljivosti od 75% do 85%.
Povratna osmoza osim što uklanja štetne tvari, uklanja i korisne minerale, kao što su kalcij i magnezij (demineralizirana voda). Zbog toga je vodu za piće nakon povratne osmoze potrebno mineralizirati (primjer je voda za piće Dasani - The Coca-Cola Company).